# Juan Camps y Segalés
Juan Camps y Segalés (Palau de Tordera, 13 de septiembre de 1845-Barcelona, 3 de marzo de 1888) fue un profesor y militar español que combatió en la tercera guerra carlista en el bando legitimista.

## Biografía
Siguió la misma carrera que su padre, que era profesor de instrucción pública, y obtuvo por oposición la escuela de la villa de Caserras, donde se encontraba al estallar la revolución de 1868.
Padeció persecuciones por haberse manifestado desde el primer momento en abierta oposición con los que con el nuevo orden de cosas quisieron hacer prevalecer las teorías antirreligiosas. En 1869 fue detenido por haberse sospechado de él que estaba complicado en una conspiración carlista, pero fue liberado al no poderse demostrar.
Coadyuvó de modo notable al alzamiento que dio origen a la tercera guerra carlista y en abril de 1872 salió a campaña a las órdenes del general Juan Castells.
Participó en la entrada de Solsona el 1 de julio de 1872; en la de Berga el 3 del mismo mes; en el ataque a Tarrasa, el 22; en la acción de Sallent, el 24. El 8 de diciembre tomó parte en el ataque a Manresa, el 21 en la acción de Caserras; el 23 de marzo de 1873 en la acción de la Gleva; por la cual le fue concedida la Cruz de San Fernando. El 27 de marzo estuvo en el asalto y toma de Berga; el 10 de abril, en el ataque a Puigcerdá; el 20 de mayo, en la acción de San Hilario Sacalm. Se encontró también en la destacada acción de Oristá. Junio de 1873, donde los carlistas cogieron la primera artillería a los republicanos; en Alpens, 9 de julio; en el asalto y toma de Igualada, 13 y 14 del mismo; en el ataque a Caldas de Montbuy, el día 26; en Tortellá, los días 21, 22 y 23 de agosto y en la acción de Prats de Llusanés, el 6 de mayo de 1874.
Habiendo pasado al Centro con el infante Alfonso de Borbón y Austria-Este y su esposa, tomó parte en las acciones de Gandesa y de Alcora, 4 y 14 de junio de 1874; en el asalto y toma de Cuenca, los días 13, 14 y 15 de julio; en el ataque a Teruel, el 4 de agosto, etc.
Vuelto a Cataluña, luchó en Prades, 26 de enero de 1875; en las inmediaciones de Cervera, el 16 de febrero; en Santa Coloma de Queralt, el 24 de marzo, y en muchos otros puntos, hasta la terminación de la guerra.
Por su lealtad y especiales conocimientos militares, fue distinguido por los infantes. Según Francisco de Paula Oller, estos debieron más de una vez su salvación y la de su escolta a las marchas y contramarchas dispuestas por el coronel Camps, que actuaba como Jefe de Estado Mayor.
A propuesta de su hermano Don Alfonso, Carlos VII le nombró Caballero Comendador de la Real y distinguida Orden americana de Isabel la Católica, y todos sus ascensos, desde teniente a coronel, los obtuvo por méritos de guerra.
Falleció en Barcelona en el año 1888, después de una larga enfermedad.